# Walter Jorge Pinto
Dom Walter Jorge Pinto (Ubá, 12 de fevereiro de 1963) é um bispo católico brasileiro. Bispo de União da Vitória.

## Formação
Walter Jorge Pinto ingressou no Seminário São José, na Arquidiocese de Mariana, em 1996, onde cursou Filosofia e Teologia. Fez a convalidação do curso de Teologia no Centro de Ensino Superior de Juiz de Fora (MG), por meio do Seminário Santo Antônio, da Arquidiocese de Juiz de Fora. Também é engenheiro agrônomo, formado pela Universidade Federal de Viçosa, onde cursou o mestrado na área de Fitotecnia. Sua ordenação diaconal foi no ano de 2001. No ano seguinte, foi ordenado presbítero na Arquidiocese de Mariana, por Dom Luciano Mendes de Almeida, S.J. 
Foi pároco da paróquia de São João Batista, em Viçosa, administrador paroquial da paróquia de São Sebastião, em Pedra do Anta, e vigário paroquial na paróquia de Nossa Senhora de Fátima, em Viçosa. Membro do Colégio dos Consultores da Arquidiocese de Mariana, assessorava a Pastoral Familiar.  Por três anos foi vigário episcopal. Também atuou como representante dos presbíteros, membro do Conselho Presbiteral, assessor regional do Serviço de Animação Vocacional e defensor do vínculo no Tribunal Eclesiástico Marianense. Nos últimos dois anos, até a sua nomeação e ordenação episcopal, foi pároco da paróquia São José Operário, na cidade de Barbacena.

## Episcopado
No dia 9 de janeiro de 2019 foi nomeado pelo Papa Francisco como quarto bispo para a Diocese de União da Vitória, que estava vacante desde fevereiro de 2018, após o falecimento de Agenor Girardi.
Sua ordenação episcopal foi no dia 30 de março de 2019, na Igreja de São João Batista, em Viçosa. O ordenante principal foi Dom Airton José dos Santos, arcebispo de Mariana, e co-ordenantes Dom Geraldo Lyrio Rocha, arcebispo-emérito de Mariana e Dom José Antônio Peruzzo, arcebispo metropolitano de Curitiba.